# Joachim Ussing
 Der er for få eller ingen kildehenvisninger i denne artikel, hvilket er et problem. Du kan hjælpe ved at angive troværdige kilder til de påstande, som fremføres i artiklen.

Joachim Ussing (født 9. oktober 1952 i København) er en dansk bassist og komponist.

## Karriere
søn af arkitekt Kjeld Juul Ussing (1913-77) og arkitekt Elsebet Ussing (Lind)(1915-78)
Ussing spillede New Orleans Jazz på klarinet og klaver indtil klarinetten, i 1965, blev byttet til en Höfnerbas. Han skrev og indspillede samme år musikken til Flemming Quist Møllers tegnefilm Slambert med bandet "The Unknown", senere Terje, Jesper & Joachim.
Indspillede i sommeren 1970 lp'en Terje, Jesper & Joachim.
I 1978 hittede han sammen med Lone Kellermann og Rockbandet med lp'en Før Natten Bli'r til dag. Den solgte det, dengang og nu, svimlende antal af 130.000 eksemplarer. Han turnerede og indspillede fra '79 intenst med Jomfru Ane Band.
Han skrev og indspillede i 1982/83 musikken til tv-serien Een stor familie.
I 1980'erne turnerede og indspillede han med Niels Skousens Landet Rundt, Peter Viskinde i Doraz, Small Talk, Anne Grete og Peter Thorup, På Slaget 12.
Han dannede bandet Nattens Latter i 2005 sammen med Thomas Negrain og har siden 2001 spillet med i På Slaget 12. Skrev musikken til CD'en 'Nattens Latter' med tekster af Nis Petersen.